# Ein Hausboot zum Verlieben
Ein Hausboot zum Verlieben ist ein deutscher Fernsehfilm aus dem Jahr 2009. Die Liebes-Komödie basiert lose auf den Motiven der US-amerikanischen Komödie Hausboot von 1958.

## Handlung
Der Berliner Politiker Hans-Werner Glehdorn ist seit kurzem alleinerziehender Vater seiner drei Kinder Michael, Jennifer und Toby. Damit er den Spagat zwischen Beruf und Familie meistern kann, bittet er des Öfteren seine Schwägerin Claudia Weigoldt um Hilfe. Da die Kinder allerdings von ihrer Tante genervt sind und aus dem Testament ihrer Mutter erfahren haben, dass sie ein Hausboot auf der Müritz besitzen, laufen sie von zu Hause weg, um ihr Feriendomizil in Augenschein zu nehmen. Dort lernen sie Isabell, die junge Tochter des Berliner Bauunternehmers Harry Kolditz, kennen. Auch sie ist auf der Flucht vor ihrer Familie, seit sie ihren Verlobten vor dem Traualtar hat stehen lassen. Nun wird sie von ihrem Vater und der Boulevardpresse gesucht.
Da Hans-Werner vermutet, wo seine Kinder sind, kommt er später ebenfalls dazu. Er weiß nicht, wer Isabell ist, und lässt sich daher von seinen Kindern überreden, sie über die Sommerferien als Haus- und Kindermädchen anzustellen. Dabei kommt es anfänglich zu einigen Reibereien zwischen Hans-Werner und Isabell. Aber sie schafft es, den trauernden Mann hinter der harten Schale zu entdecken. Sie hilft ihm, seelisch wieder zur Ruhe zu finden, wobei sich beide näherkommen. Aber diese intimen Momente werden von einem Paparazzo fotografiert und in der Boulevardpresse veröffentlicht. Plötzlich steht Hans-Werner unter Korruptionsverdacht, denn erst kürzlich hat er einen großen Bauauftrag der Stadt an Isabells Vater bewilligt. Somit steht nicht nur seine Karriere, sondern auch seine junge Liebe zu Isabell auf dem Spiel.

## Kritiken
„Romantische (Fernseh-)Komödie, in der soziale und politische Themen als blasse Folie für das übliche Liebesgeplänkel dienen.“

„Ja, richtig geraten, die Geschichte kommt einem auf Anhieb bekannt vor, denn Regisseur Jorgo Papavassiliou orientierte sich hier überdeutlich an Melville Shavelsons 50 Jahre zuvor entstandenen Klassiker "Hausboot" mit Sophia Loren und Cary Grant. Allerdings reicht die romantische Familienkomödie von Papavassilious […] bei weitem nicht an die Qualität des berühmten Vorgängers heran. Denn Deutschmann ist nun mal nicht Grant und Julia Koschitz […] erst recht nicht die junge Loren. Das vorhersehbare Drehbuch lieferte Martin Rauhaus.“

„An die bekannte Hollywood-Vorlage ‚Hausboot‘ (1958) mit Sophia Loren und Cary Grant kommt die Fernsehmär in puncto Esprit und Dialogwitz zwar nicht heran, sorgt aber für Kurzweil auf dem Unterhaltungsdampfer. Fazit: Recht charmanter Kurztrip ins Blaue“

## Hintergrund
Die Komödie wurde unter dem Arbeitstitel Hausboot vom 4. September bis 9. Oktober 2007 in Berlin, am Großen Seddiner See (Kähnsdorfer See) und an der Müritz gedreht. Die Erstausstrahlung war am 11. September 2009 im Ersten. Dabei wurde es von ungefähr 4,15 Mio. Zuschauern gesehen, was einem Marktanteil von etwa 14,9 Prozent entsprach.